# Jamestown (New York)
Jamestown város az Amerikai Egyesült Államok New York államában, Chautauqua megyében. Lakosainak száma 28 712 fő (2020. április 1.).

## Népesség
A település népességének változása:

| 2010 | 31 146 |
| 2020 | 28 712 |